# Deplasmólise
Deplasmólise é o fenômeno], isto é, quando a célula plasmolisada (desidratada, murcha) é colocada em um meio hipotônico, ela retorna ao seu volume original. Ou seja, se a célula plasmolisada for retirada da solução hipertônica e colocada em solução hipotônica, ocorrerá a deplasmólise, e a célula voltará ao seu estado normal. Se a entrada de água na célula for em excesso ocorrerá ainda a turgescência (cel. inchada). Em células vegetais a parede celular evitará que a célula se rompa, ficando apenas turgida, já em células animais pode acontecer a lise(do gr. lysis = destruição) que é o rompimento da membrana plasmática.